# Nectria augustoi
Nectria augustoi är en svampart som beskrevs av H.P. Upadhyay 1967. Nectria augustoi ingår i släktet Nectria och familjen Nectriaceae.   Inga underarter finns listade i Catalogue of Life.